# Katharine Kerr
Katharine Kerr (1944, Cleveland (Ohio)), is een Amerikaans sciencefiction- en fantasyschrijfster.

## Biografie
Katharine Kerr werd geboren als Nancy Brahtin in de Amerikaanse stad Cleveland. In haar jeugd verhuisde haar familie naar Santa Barbara in Californië. In 1962 verhuisde naar San Francisco. Ze studeerde aan de Stanford-universiteit, maar brak haar studie midden jaren zestig af. In 1973 trouwde ze met Howard Kerr. Begin jaren tachtig begon ze stukjes te schrijven voor roleplaying gamebladen. Vanaf 1986 werd ze fulltime schrijver, vooral haar Deverry-boeken zijn een groot succes.
De deverry-reeks kenmerkt zich voornamelijk door het reïncarnatie-aspect dat in alle boeken naar voren komt. Het maakt de boeken van deel 1 t/m 15 één geheel waarbij het de lezer uitdaagt om de verschillende tijdsperioden, die op deze manier dus eigenlijk parallel verteld worden, tegelijk in zich op te nemen.
Om de verschillende tijdsspannes op fysiek-niveau te verbinden gebruikt Kerr hoofdpersonen die zeer oud worden (Nevyn, elfenras).
Een ander aspect is het gebruiken van meerdere dimensies. Het natuurvolk dat zich niet echt manifesteert maar wel nadrukkelijk aanwezig is en waarbij je bij het lezen nooit weet of ze misschien toch iets "daadwerkelijk" doen. Ook de mysterieuze Evandar en zijn "wereld". Beide geven een onvoorspellend karakter aan het verhaal. Het eiland Haen Marn past hier ook in. Het deel van het verhaal waar Haen Marn "naar alle waarschijnlijkheid" zich in onze dimensie bevindt brengt het verhaal zeer dichtbij, waarbij je je afvraagt hoe het zou kunnen zitten met "die belemmering" die genoemd wordt waardoor het nauwelijks mogelijk is om hier magie te gebruiken.......

### Deverry reeks
- Deverry

1. Zilverdolk (Daggerspell) (1986, 1996)
2. Maanduister (Darkspell) (1987, 1996)
3. Sperenwoud (The Bristling Wood) (1989, 1997)
4. Lotsverbond (The Dragon Revenant) (1990, 1998)

- Westland (The Westlands)

1. Banneling (A Time of Exile) (1991, 1999)
2. Onheilsbode (A Time of Omens) (1992, 2000)
3. Vuurgeest (Days of Blood and Fire) (1993, 2000)
4. Wisselvrouw (Days of Air and Darkness) (1994, 2001)

- Drakenmagiër (The Dragon Mage)

1. Drakengloed (The Red Wyvern) (1997, 2001)
2. Ravenzwart (The Black Raven) (1998, 2002)
3. Elfenkracht (The Fire Dragon) (2000, 2003)

- The Silver Wyrm

1. Goudvalk (The Gold Falcon) (2006, 2007)
2. Steengeest (The Spirit Stone) (2007, 2008)
3. Schaduweiland (The Shadow Isle) (2008, 2009)
4. De Zilvermagier(The Silver Mage) (2009,2010)

### Polar City
1. Polar City Blues (1990)
2. Polar City Nightmare (2000) (met Kate Daniel)

### Sciencefictionromans
- Palace (1996) (met Mark Kreighbaum)
- Resurrection (1992)
- Freeze Frames (1995)
- Snare (2003)